# Nikostrat
Nikostrat, Nikostratos – imię męskie pochodzenia greckiego, składa się z członów Niko- ("zwycięstwo") i -stratos ("wojsko"). 

## znani ludzie
- Nikostratos - medioplatoński filozof